# Nephrophyllidium crista-galli
Nephrophyllidium crista-galli – gatunek rośliny z monotypowego rodzaju Nephrophyllidium z rodziny bobrkowatych. Występuje w północno-zachodniej części Ameryki Północnej od Oregonu po Alaskę oraz na Wyspach Japońskich.

## Morfologia
PokrójRoślina zielna z grubym kłączem i prosto wzniesioną, nagą łodygą osiągającą od 10 do 50 cm wysokości.
LiścieTylko odziomkowe, na ogonkach o długości od 10 do 30 cm, z blaszką szeroko sercowatą do nerkowatej.
KwiatyZebrane po 5–30 w kwiatostan na szczycie łodygi. Kielich 5-dzielny, stożkowaty. Płatki korony białe, zrośnięte nasadami o długości 5–6 mm, z frędzlowatymi wyrostkami wzdłuż krawędzi i głównego nerwu.
OwocJajowata lub stożkowata, jednokomorowa torebka o długości od 10 do 18 mm.

## Systematyka
Pozycja systematyczna według APweb (aktualizowany system APG IV z 2016)
Jeden z pięciu rodzajów z rodziny bobrkowatych (Menyanthaceae) z rzędu astrowców (Asterales).